# Шаурс (Ен)
Шаурс (фр. Chaourse) насеље је и општина у североисточној Француској у региону Пикардија, у департману Ен (Пикардија) која припада префектури Лаон.
По подацима из 2011. године у општини је живело 525 становника, а густина насељености је износила 28,23 становника/km². Општина се простире на површини од 18,6 km². Налази се на средњој надморској висини од 110 метара (максималној 187 m, а минималној 102 m).

## Демографија
| 1962. | 1968. | 1975. | 1982. | 1990. | 1999. | 2011. |
| ----- | ----- | ----- | ----- | ----- | ----- | ----- |
| 755   | 769   | 629   | 551   | 522   | 522   | 525   |

График промене броја становника у току последњих година